# Aleksandra Leonova
Aleksandra Aleksandrovna Leonova, coniugata Rževskaja (in russo Александра Александровна Леонова-Ржевская?; Pjatigorsk, 4 settembre 1964), è un'ex cestista sovietica, dal 1992 russa.

## Carriera
Con l'Unione Sovietica ha disputato i Giochi olimpici di Seul 1988 e i Campionati europei del 1987.

## Palmarès
- Coppa Ronchetti: 1

Dinamo Novosibirsk: 1985-1986